# زازا (فلم 1915)
زازا (بالإنجليزية: Zaza) فيلم رومانسي أمريكي صامت تم إنتاجه عام 1915 من إخراج ادوين بورتر وبطولة بولين فريدريك، مايج ايفانز.

## روابط خارجية
- زازا على موقع IMDb (الإنجليزية)
- زازا على موقع أول موفي (الإنجليزية)
- زازا على موقع فيلمافينيتي (الإسبانية)
- زازا على موقع قاعدة بيانات الفيلم (الإنجليزية)
- زازا على موقع ليتربوكسد (الإنجليزية)
- زازا على موقع كينوبويسك (الروسية)